# 501. padalski pehotni polk (ZDA)
501. padalski pehotni polk je bila padalska enota Kopenske vojske Združenih držav Amerike.

## Zgodovina
Januarja 1944 je bil polk prepeljan v Anglijo, kjer je bil dodeljen 101. zračnoprevozni diviziji. Med vojno je sodeloval med operacijo Overlord in Market Garden. Polk je bil razpuščen 20. avgusta 1945 in moštvo je bilo dodeljeno 327. jadralnemu pehotnemu in 506. padalskemu pehotnemu polku.